# París-Tours 2015
La 109.ª París-Tours se disputó el domingo 11 de octubre de 2015 por un trazado de 231 kilómetros con inicio en Chartres y con el tradicional final en la avenida de Grammont en Tours, con tres cotas en los últimos 31 kilómetros (dos en los últimos 10).
Estuvo encuadrada en el UCI Europe Tour 2015 dentro de la categoría 1.HC (máxima categoría de estos circuitos).
Participaron 23 equipos: 10 de categoría UCI ProTeam (Lotto Soudal, Etixx-Quick Step, FDJ, IAM Cycling, BMC Racing Team, Team Giant-Alpecin, Team LottoNL-Jumbo, Ag2r La Mondiale, Tinkoff-Saxo, Trek Factory Racing); 9 de categoría Profesional Continental (Topsport Vlaanderen-Baloise, Wanty-Groupe Gobert, Cofidis, Solutions Crédits, Team Europcar, MTN Qhubeka, Roompot Oranje Peloton, Bretagne-Séché Environnement, Team Novo Nordisk y Bora-Argon 18); y los 4 franceses de categoría Continental (Team Marseille 13-KTM, Armée de terre, Auber 93 y Roubaix Lille Métropole). Formando así un pelotón de 182 ciclistas, de 8 corredores cada equipo (excepto el Team Marseille 13-KTM y el BMC Racing, que salieron con 7), de los que acabaron 106.
El ganador final fue Matteo Trentin tras imponerse a Tosh Van der Sande y a Greg Van Avermaet.
Además de la victoria, Trentin logró establecer un nuevo récord para el Ruban Jaune, al recorrer los 231 kilómetros en 4 horas 39 minutos y 12 segundos, a un promedio de velocidad de 49,641 km/h.

## Clasificación final
| \| Posición \| Ciclista \| Equipo \| Tiempo \| \| -------- \| ------------------ \| --------------------------- \| --------------- \| \| 1. \| Matteo Trentin \| Etixx-Quick Step \| 4 h 39 min 12 s \| \| 2. \| Tosh Van der Sande \| Lotto Soudal \| m.t. \| \| 3. \| Greg Van Avermaet \| BMC Racing Team \| a 4 s \| \| 4. \| Tiesj Benoot \| Lotto Soudal \| a 20 s \| \| 5. \| Roy Jans \| Wanty-Groupe Gobert \| m.t. \| \| 6. \| Yves Lampaert \| Etixx-Quick Step \| m.t. \| \| 7. \| Heinrich Haussler \| IAM \| m.t. \| \| 8. \| Edward Theuns \| Topsport Vlaanderen-Baloise \| m.t. \| \| 9. \| Mike Teunissen \| Team LottoNL-Jumbo \| m.t. \| \| 10. \| Pim Ligthart \| Lotto Soudal \| m.t. \| |                    |                             |                 |
| Posición | Ciclista           | Equipo                      | Tiempo          |
| 1. | Matteo Trentin     | Etixx-Quick Step            | 4 h 39 min 12 s |
| 2. | Tosh Van der Sande | Lotto Soudal                | m.t.            |
| 3. | Greg Van Avermaet  | BMC Racing Team             | a 4 s           |
| 4. | Tiesj Benoot       | Lotto Soudal                | a 20 s          |
| 5. | Roy Jans           | Wanty-Groupe Gobert         | m.t.            |
| 6. | Yves Lampaert      | Etixx-Quick Step            | m.t.            |
| 7. | Heinrich Haussler  | IAM                         | m.t.            |
| 8. | Edward Theuns      | Topsport Vlaanderen-Baloise | m.t.            |
| 9. | Mike Teunissen     | Team LottoNL-Jumbo          | m.t.            |
| 10. | Pim Ligthart       | Lotto Soudal                | m.t.            |